# 2017年の競輪
2017年の競輪（2017ねんのけいりん）では、2017年（平成29年）の競輪関連の記述と、GP・GI・GII・GIIIを中心としたレースの優勝者及び、獲得賞金ランキング30位までの選手等をまとめる。
2016年の競輪 - 2017年の競輪 - 2018年の競輪

## できごと
広報、記録、人事、実施（開始）・終了、その他事象

### 1月
- 02日 - 【記録】 三宅伸（岡山・64期）が、通算取得賞金で10億円を突破。競輪で通算28人目、現役では昨年12月の佐藤慎太郎以来で17人目[1]。
- 12日 - 【人事】 KEIRINグランプリ'96覇者の小橋正義（新潟・59期）が引退[2]。
- 31日 - 【実施】 高松宮記念杯競輪が今年から、16年ぶりに予選から準決勝まで東西に分かれて争う形式（2日目の龍虎賞は廃止されて準決勝は2個レース）と、決まった[3][4]。

### 2月
- 14日 - 【実施】 KEIRINグランプリ2017以降の適用として、選考期間内のGI・GIIや他のレースにおいて著しい失格を犯した選手の、同大会の出場対象からの除外を決定[5][6][7]。

### 3月
- 06日 - 【記録】 梶田舞（栃木・104期）が、広島FI初日に23連勝を達成。小林優香（福岡・106期）が2014年に2度マークしたガールズケイリン記録の22連勝[8]を超えた[9][10][11]（梶田は翌7日も1着となり連勝記録を24まで伸ばしたが、翌々日8日の決勝では2着となり連勝は24でストップ[12]）。
- 09日 - 【記録】 1994年デビューの小嶋敬二（石川・74期・47歳）が、小倉FIナイター最終日第9Rにて、通算700勝（うちS級勝ち星は646）を達成。史上68人目で神山雄一郎以来[13]。
- 24日 - 【実施】 今年7月1日よりガールズケイリン独自の級班「L級1班」を創設する（但し当面は昇降級はなく、全員がL級1班の所属）こと、オールスター競輪時に開催するガールズケイリンコレクションにおいて、従来のファン投票第1位〜第7位の選手によるレース（「ガールズドリームレース」）に加えて第8位〜第14位の選手によるレース（「アルテミス賞レース」）も実施すること、をそれぞれ発表[14]。
- 28日 - 【広報】 JKAと全国競輪施行者協議会は、「2017年度 KEIRIN新CM発表会」を開催。新CMキャラクター（昨年度はピースの2人と川栄李奈）は、オードリー（若林正恭・春日俊彰）と内田理央で4月1日から放送[15][16]。
- 30日 - 【実施】 平成30年度GP・GI・GII等開催場・日程が決定。KEIRINグランプリ2018は、同大会34回目で初めて静岡競輪場で開催されることとなった[17]。

### 4月
- 01日 - 【実施】 この日を節の初日とする開催から、赤旗審議対象選手が失格判定を受けなかった場合の、審議内容説明放送のタイミングを変更（勝者決定放送と決定掲示、着順放送の前倒し）[18]。
- 03日 - 【記録】 JKAが、競輪の平成28年度の総車券売上高を6345億9821万4600円と発表。前年比は100.6%と鈍化したものの、3年連続のプラスとなった[19]。
- 06日 - 【実施】 競輪公式サイト「KEIRIN.JP」が大幅リニューアル。これに絡み「KEIRINオフィシャルアプリ（4月4日）」と「競輪見太郎」は廃止[20]。2月に発表され、発売締切時刻の変更（電話投票は5分前から3分前へ、場外発売は7分前から5分前へ）、前日発売対象開催のネット投票24時間化、ネットバンク非加入者のミッドナイト競輪車券購入実現なども決まった[21][22][23][24]。施行者の判断で「前日発売を行わない」措置も可能となり、開催順延時の車番変更をせずに済むようにもなった[25]。なお、出走表やレース結果ページへの個別アドレスは無効となった[26]。また、携帯サイトの利用はTLS1.0対応機種のみとなった[27]。
- 14日 - 【事象】 千葉FII最終日の第10R・A級決勝で、9人中8人が追走義務違反で失格となった。同例は、8人中7人が失格した2013年7月25日のGIII高知記念初日特選以来。今回レース自体は成立して佐々木省司の優勝となったが、全車券が払い戻された[28]。
- 29日 - 【実施】 29-31日のいわき平ナイター（ＦII・10R制）は、第1Rの発走時刻を16時30分で開催（昨年度の同条件開催は15時20分）[29]。
- 30日 - 【広報】 佐世保競輪場の新マスコットキャラクター（巫女キャラ）の名前が、「九十九島 凪海（くじゅうくしま なみ）」に公募で決定[30]。
- 某日 - 【事象】 8月開催の第60回オールスター競輪ファン投票のKEIRIN.JPからのインターネット投票分（4月22日 - 締切5月16日）にて、システムの不具合が発生。約600票が判別できず無効となり、JKAはメールで再投票を呼びかけた[31][32]。

### 5月
- 07日 - 【記録】 第71回日本選手権競輪（京王閣）で三谷竜生（奈良・101期）が優勝。奈良支部登録の選手としても、100期生以降としても、初のGI覇者となった[33][34]。

### 6月
- 03日 - 【事象】 有限会社メダリストプランニングが、同日までに事業停止。1979年に元競輪選手の矢崎和良が創業し、ブランド「メダリストクラブ」のウェア類は現役選手の多くにも普及[35]、グッズ類「ケイリンマン」も展開した。
- 18日 - 【記録】 第68回高松宮記念杯競輪（岸和田）最終日、決勝の一つ前の第10レースが、3連単504通り中の単独最低人気で決着（6-4-2）[36]。GI史上7番目の高配当（61万8350円）[37]。
- 20日 - 【実施】 7車立て単発レース「S級ブロックセブン」（FII）の新設を発表[38]。今年8月の川崎以降、GIII最終日の第9レース（KEIRIN EVOＬUTION、ルーキーチャンピオンレース、レインボーカップの実施時等を除く）にて、全国7地区（北海道・東北、北関東、南関東、中部、近畿、中国・四国、九州）から選手1名ずつを選抜し競輪用自転車で走る[39][40]。
- 26日 - 【人事】 JKAが同日付で笹部俊雄（62）が会長に、専務理事から昇格することを発表。4代目（前身から通算15代目）で初のプロパー会長。任期満了で退任した吉田和憲は非常勤顧問となる[41][42][43]。

### 7月
- 10日 - 【実施】 平成29年度第2回運営調整部会において、各コーナーの走路審判員[44][45]4名のうちホームストレッチ側の第1・4は廃止し、決勝審判室からの直接監視で対応することが決定。審判判定用映像のデジタル化によるもの。また、従来の赤旗に代わって全コーナー塔への赤色審議ランプ導入も決定（レースが無事に終わった場合は無点灯で白旗は揚げない[46]）。7月31日を節の初日とする開催から実施[47]。
- 17日 - 【実施】 大垣競輪場でミッドナイト競輪を開始（全国10場目）[48]。
- 19日 - 【記録】 短期登録選手制度で参加中のマタイス・ブフリ（ オランダ）が、大宮競輪場のバンクレコードを更新（12秒8）。500m走路のレコードも塗り替えた（従来の記録は岡部芳幸の大津びわこ競輪場13秒1）[49]。
- 21日 - 【広報】 別府競輪場が、同場での10月以降開催予定のナイター名称の、公募を開始（13文字以内で8月25日まで）[50]。 → 9月27日

### 8月
- 05日 - 【実施】 弥彦競輪場でミッドナイト競輪を開始（全国11場目）[51]。
- 15日 - 【事象】 第60回オールスター競輪（いわき平）最終日。第6R・S級特選にて、残り1周の際に係員が周回板をめくり忘れ、競走不成立で車券が全返還（2億2130万2400円）となった（同例は1963年4月27日の花月園以来[52]）[53]。雨天での周回板近くの落車発生によって、係員が意識をそらされた可能性も指摘されている。 → 9月6日
- 24日 - 【実施】 JKAは、本年度の残りのGI計3大会（10月の寬仁親王牌・11月の競輪祭・2月の全日本選抜）にて、4日目の最終日の敗者戦を一つ増やして12R制に変更すると発表した。3日目一般3個レースの7-9着、計9人が帰郷とならなくなる[54][55]。

### 9月
- 06日 - 【実施】 JKAは、昨年10月のGI寛仁親王牌から導入した特別競輪等における審判長団3人体制を、開催場の審判長を加えて4人にすると発表。今月のGII共同通信社杯から導入。8月15日の第60回オールスター競輪での周回板めくり忘れを受けたもの[56][57]。
- 13日 - 【実施】 千葉競輪場（500m走路）が、国際自転車競技連合公認規格に適合した「屋内250m周長の板張り走路」への全面改修で存続することが正式に発表された[58]。
- 17日 - 【事象】 GII第33回共同通信社杯競輪（武雄）3日目が、台風8号接近の影響で、翌18日へと順延。ビッグレース（GII以上）の中止・順延は、2014年2月8日のGI第29回読売新聞社杯全日本選抜競輪（高松）初日以来[25]。また、共同通信社杯としては降雪による2001年1月の取手大会以来、台風での中止は2013年9月の第56回オールスター競輪（京王閣）以来[59]。
- 27日 - 【広報】 別府競輪場のナイター名称が、公募で「べっぷ湧くわくナイトレース」に決まったと発表[60]。

### 10月
- 某日 - 【実施】 JKAが、複数あった東京の事務所を品川1ヶ所に統合[61]。
- 10日 - 【実施】 JKAは、競輪祭において、2018年の第60回大会よりGI初のナイター開催とすること、開催期間を6日間制とすること（6日間制は1998年の第40回大会以来20年ぶりに復活）を発表。また、同時に競輪祭を同年のガールズグランプリ出場選手を最終決定する開催とし、同時に開催されるガールズケイリンにおいて出場正選手28名により2レースのトーナメント（3日制）を2概定（決勝競走2個レース）実施することも併せて発表。2018年は11月20日 - 25日に開催予定で、全日12レース制とし、男子の出場正選手は従来通り108名とする[62]。

- 28日 - 【実施】 7車立て7レース制（ミッドナイト競輪と同じ）の早朝開始レースを、「モーニング7」として別府にて初開催[63]。

### 11月
- 12日 - 【記録】 シェーン・パーキンス（オーストラリア・30歳）が平塚FIで3日間連続1着の完全優勝をし、短期登録選手初となる通算取得賞金額、1億円突破[64]。

- 23日 - 【記録】 第59回朝日新聞社杯競輪祭（小倉）初日第9レース、117万4990円[65]（462番人気、的中83票[66]）で、GIにおける3連単の最高払戻金額を更新した（従来は2011年7月1日の85万9900円で、弥彦・第20回寬仁親王牌・世界選手権記念トーナメント）[67]。

### 12月
- 27日 - 【人事】 第56回オールスター競輪（2013年）を43歳4か月15日で優勝するなどGIを3度制覇した後閑信一（47、東京65期、S1）が引退することが明らかになり[68]、同日、後閑は日本競輪選手会東京支部に退会届を提出した[69]。

## GP
出典：
| レース名             | 場名 | 日程           | 優勝者   |
| -------------------- | ---- | -------------- | -------- |
| KEIRINグランプリ2017 | 平塚 | 12月30日（土） | 浅井康太 |

## GI
出典：
| レース名                                                        | 場名     | 日程                         | 優勝者   | 総売上 （ ）内は対前回比   |
| --------------------------------------------------------------- | -------- | ---------------------------- | -------- | -------------------------- |
| 平成28年熊本地震被災地支援競輪 第32回読売新聞社杯全日本選抜競輪 | 取手     | 02月16日（木） 〜 19日（日） | 平原康多 | 093億7903万0800円（▲3.8%） |
| 第71回日本選手権競輪                                            | 京王閣   | 05月02日（火） 〜 07日（日） | 三谷竜生 | 146億2065万8800円          |
| 第68回高松宮記念杯競輪                                          | 岸和田   | 06月15日（木） 〜 18日（日） | 新田祐大 | 089億6333万2900円          |
| 第60回オールスター競輪                                          | いわき平 | 08月11日（金） 〜 15日（火） | 渡邉一成 | 106億7867万6100円          |
| 第26回寬仁親王牌・世界選手権記念トーナメント                    | 前橋     | 10月06日（金） 〜 09日（月） | 渡邉一成 | 080億5304万8300円          |
| 第59回朝日新聞社杯競輪祭                                        | 小倉     | 11月23日（木） 〜 26日（日） | 新田祐大 | 086億3769万8900円          |

## GII
出典：
| レース名                         | 場名 | 日程                    | 優勝者   |
| -------------------------------- | ---- | ----------------------- | -------- |
| 第01回ウィナーズカップ           | 高松 | 3月17日(金) ～ 20日(月) | 郡司浩平 |
| 第13回サマーナイトフェスティバル | 伊東 | 7月15日(土) ～ 17日(月) | 新田祐大 |
| 第33回共同通信社杯競輪           | 武雄 | 9月15日(金) ～ 19日(火) | 諸橋愛   |
| ヤンググランプリ2017             | 平塚 | 12月29日(金)            | 鈴木竜士 |

## GIII
出典：
- ※は国際自転車トラック競技支援競輪。
- ★は「アーバンナイトカーニバル」。
- （注） 平成28年熊本地震の影響で熊本競輪場が使用不能となったために、久留米競輪場での代替開催。
- 今年度も「被災地支援競輪」として開催[78]。

|    | 場名     | サブタイトル | 日程                             | 優勝者     |
| -- | -------- | ------------ | -------------------------------- | ---------- |
| 28 | 立川     |              | 1月04日（水） 〜 1月07日（土）   | 北津留翼   |
| 55 | 和歌山   |              | 1月08日（日） 〜 1月11日（水）   | 中川誠一郎 |
| 25 | 大宮     |              | 1月14日（土） 〜 1月17日（火）   | 平原康多   |
| 75 | 松山     |              | 1月19日（木） 〜 1月22日（日）   | 原田研太朗 |
| 13 | いわき平 |              | 1月26日（木） 〜 1月29日（日）   | 渡邉一成   |
| 53 | 奈良     |              | 2月02日（木） 〜 2月05日（日）   | 根田空史   |
| 36 | 小田原   | ※            | 2月10日（金） 〜 2月12日（日）   | 田中晴基   |
| 48 | 四日市   |              | 2月25日（土） 〜 2月28日（火）   | 山中秀将   |
| 61 | 玉野     |              | 3月02日（木） 〜 3月05日（日）   | 村上義弘   |
| 44 | 大垣     |              | 3月09日（木） 〜 3月12日（日）   | 小松崎大地 |
| 47 | 松阪     |              | 3月25日（土） 〜 3月28日（火）   | 古性優作   |
| 34 | 川崎     |              | 4月08日（土） 〜 4月11日（火）   | 郡司浩平   |
| 74 | 高知     |              | 4月15日（土） 〜 4月18日（火）   | 深谷知広   |
| 26 | 西武園   |              | 4月22日（土） 〜 4月25日（火）   | 松谷秀幸   |
| 24 | 宇都宮   |              | 5月13日（土） 〜 5月16日（火）   | 北津留翼   |
| 11 | 函館     |              | 5月18日（木） 〜 5月21日（日）   | 新田祐大   |
| 23 | 取手     |              | 6月03日（土） 〜 6月06日（火）   | 吉澤純平   |
| 44 | 大垣     | ※            | 6月08日（木） 〜 6月11日（日）   | パーキンス |
| 46 | 富山     |              | 6月24日（土） 〜 6月27日（火）   | 牛山貴広   |
| 83 | 久留米   |              | 6月29日（木） 〜 7月02日（日）   | 長島大介   |
| 73 | 小松島   |              | 7月06日（木） 〜 7月09日（日）   | 村上義弘   |
| 51 | 福井     |              | 7月22日（土） 〜 7月25日（火）   | 脇本雄太   |
| 21 | 弥彦     |              | 7月29日（土） 〜 8月01日（火）   | 諸橋愛     |
| 34 | 川崎     | ★            | 8月03日（木） 〜 8月06日（日）   | 深谷知広   |
| 45 | 豊橋     |              | 8月19日（土） 〜 8月22日（火）   | 金子貴志   |
| 36 | 小田原   |              | 8月26日（土） 〜 8月29日（火）   | 山岸佳太   |
| 54 | 向日町   |              | 8月31日（木） 〜 9月03日（日）   | 小倉竜二   |
| 43 | 岐阜     |              | 9月07日（木） 〜 9月10日（日）   | 成清貴之   |
| 12 | 青森     |              | 9月23日（土） 〜 9月26日（火）   | 深谷知広   |
| 31 | 松戸     |              | 09月28日（木） 〜 10月01日（日） | 諸橋愛     |
| 32 | 千葉     |              | 10月14日（土） 〜 10月17日（火） | 佐藤博紀   |
| 87 | 熊本     | （注）       | 10月19日（木） 〜 10月22日（日） | 古性優作   |
| 35 | 平塚     |              | 10月28日（土） 〜 10月31日（火） | 柴崎淳     |
| 63 | 防府     |              | 11月02日（木） 〜 11月05日（日） | 和田真久留 |
| 44 | 大垣     |              | 11月11日（土） 〜 11月14日（火） | 村上博幸   |
| 86 | 別府     |              | 12月02日（土） 〜 12月05日（火） | 田中晴基   |
| 37 | 伊東     |              | 12月07日（木） 〜 12月10日（日） | 早坂秀悟   |
| 85 | 佐世保   |              | 12月14日（木） 〜 12月17日（日） | 山田久徳   |
| 62 | 広島     |              | 12月21日（木） 〜 12月24日（日） | 村上博幸   |

## FI
| 場名 | タイトル           | 日程                            | 優勝者   |
| ---- | ------------------ | ------------------------------- | -------- |
| 平塚 | 寺内大吉記念杯競輪 | 12月28日（木) 〜 12月30日（土） | 松岡貴久 |

## FII
KEIRIN EVOLUTION
| 開催場 | 月日                       | 優勝者               |
| ------ | -------------------------- | -------------------- |
| 松山   | 1月22日（日）              | 中井太祐             |
| 小田原 | 2月10日（金）～12日（日）  | 山本直               |
| 大垣   | 3月12日（日）              | 志智俊夫             |
| 川崎   | 4月11日（火）              | 長島大介             |
| 函館   | 5月21日（日）              | 伊勢崎彰大           |
| 大垣   | 6月11日（日）              | 永井清史             |
| 久留米 | 7月2日（日）               | マティエス・ブフリ   |
| 小松島 | 7月9日（日）               | シェーン・パーキンス |
| 福井   | 7月25日（火）              | テオ・ボス           |
| 豊橋   | 8月22日（火）              | デニス・ドミトリエフ |
| 岐阜   | 9月10日（日）              | マティエス・ブフリ   |
| 千葉   | 10月17日（火）             | テオ・ボス           |
| 伊東   | 11月17日（金）～19日（日） | シェーン・パーキンス |
| 別府   | 12月5日（火）              | 山本伸一             |

S級ブロックセブン
| 開催場             | 月日           | 優勝者     |
| ------------------ | -------------- | ---------- |
| 川崎               | 8月6日（日）   | 阿部大樹   |
| 小田原             | 8月29日（火）  | 渡邉雄太   |
| 向日町             | 9月3日（日）   | 萩原孝之   |
| 青森               | 9月26日（火）  | 吉澤純平   |
| 松戸               | 10月1日（日）  | 竹内雄作   |
| 久留米（熊本代替） | 10月22日（日） | 早坂秀悟   |
| 平塚               | 10月31日（火） | 大竹歩     |
| 防府               | 11月5日（日）  | 高橋大作   |
| 大垣               | 11月14日（火） | 和田真久留 |
| 伊東               | 12月10日（日） | 杉森輝大   |

その他
| 場名   | タイトル                         | 日程          | 優勝者   |
| ------ | -------------------------------- | ------------- | -------- |
| 松阪   | ルーキーチャンピオンレース 109期 | 3月28日（火） | 酒井拳蔵 |
| 和歌山 | スーパープロピストレーサー賞     | 5月28日（日） | 古性優作 |
|        | ワールドステージin○○             |               |          |

## GPメンバー・4日制以上のGI決勝進出者（32名）
- a北日本、b関東、c南関東 / D中部、E近畿、F中国、G四国、H九州
- 99 ＝ 落車棄権、999 ＝ 失格
- 賞 ＝ 取得賞金額順位でのGP出場
- * = 本年度のS級S班（残り2名は中川誠一郎と岩津裕介）

| 県  | 期  |            | 400 全日 選 | 400 ダー ビー | 400 高松 宮杯 | 400 オー ル | 335 親王 牌 | 400 競輪 祭 | 400 G P    |
| --- | --- | ---------- | ----------- | ------------- | ------------- | ----------- | ----------- | ----------- | ---------- |
| b埼 | 87  | 平原康多*  | 1           | 6             | 6             | ‾           | ‾           | 3           | 6★         |
| b茨 | 88  | 武田豊樹*  | 2           | 4             | 4             | ‾           | ‾           | ‾           | 2（賞8）   |
| a島 | 90  | 新田祐大*  | 3           | ‾             | 1             | 2           | 2           | 1           | 3★★        |
| D三 | 90  | 浅井康太*  | 4           | 3             | ‾             | 3           | 9           | ‾           | 1（賞5）   |
| b新 | 79  | 諸橋愛     | 5           | ‾             | ‾             | ‾           | ‾           | 5           | 999（賞6） |
| c千 | 87  | 和田健太郎 | 6           | ‾             | ‾             | ‾           | ‾           | ‾           | ‾          |
| b栃 | 91  | 神山拓弥   | 7           | ‾             | ‾             | ‾           | ‾           | ‾           | ‾          |
| E奈 | 101 | 三谷竜生   | 8           | 1             | ‾             | ‾           | ‾           | ‾           | 4★         |
| E京 | 86  | 稲垣裕之*  | 9           | ‾             | 8             | ‾           | ‾           | ‾           | ‾          |
| F山 | 80  | 桑原大志   | ‾           | 2             | ‾             | ‾           | ‾           | ‾           | 7（賞9）   |
| D愛 | 96  | 深谷知広   | ‾           | 5             | ‾             | 8           | 8           | 8           | 8（賞7）   |
| a秋 | 96  | 守澤太志   | ‾           | 7             | ‾             | ‾           | ‾           | ‾           | ‾          |
| H福 | 87  | 園田匠     | ‾           | 8             | ‾             | ‾           | ‾           | ‾           | ‾          |
| a島 | 88  | 成田和也   | ‾           | ‾             | 2             | ‾           | 3           | ‾           | ‾          |
| H佐 | 89  | 山田英明   | ‾           | 9             | 3             | ‾           | ‾           | ‾           | ‾          |
| H長 | 86  | 井上昌己   | ‾           | ‾             | 5             | ‾           | ‾           | ‾           | ‾          |
| E京 | 73  | 村上義弘*  | ‾           | ‾             | 7             | ‾           | ‾           | ‾           | ‾          |
| b茨 | 107 | 吉田拓矢   | ‾           | ‾             | 9             | ‾           | ‾           | ‾           | ‾          |
| a島 | 88  | 渡邉一成*  | ‾           | ‾             | ‾             | 1           | 1           | ‾           | 5★★        |
| E井 | 94  | 脇本雄太   | ‾           | ‾             | ‾             | 4           | ‾           | ‾           | ‾          |
| D三 | 95  | 坂口晃輔   | ‾           | ‾             | ‾             | 5           | ‾           | ‾           | ‾          |
| G徳 | 98  | 原田研太朗 | ‾           | ‾             | ‾             | 6           | ‾           | ‾           | ‾          |
| a島 | 88  | 山崎芳仁   | ‾           | ‾             | ‾             | 7           | ‾           | ‾           | ‾          |
| D岐 | 99  | 竹内雄作   | ‾           | ‾             | ‾             | 999         | ‾           | ‾           | ‾          |
| E和 | 93  | 椎木尾拓哉 | ‾           | ‾             | ‾             | ‾           | 4           | ‾           | ‾          |
| D愛 | 75  | 金子貴志   | ‾           | ‾             | ‾             | ‾           | 5           | 7           | ‾          |
| c静 | 86  | 岡村潤     | ‾           | ‾             | ‾             | ‾           | 6           | ‾           | ‾          |
| D愛 | 85  | 吉田敏洋   | ‾           | ‾             | ‾             | ‾           | 7           | ‾           | ‾          |
| H福 | 90  | 北津留翼   | ‾           | ‾             | ‾             | ‾           | ‾           | 2           | ‾          |
| b群 | 92  | 木暮安由   | ‾           | ‾             | ‾             | ‾           | ‾           | 4           | ‾          |
| c静 | 73  | 渡邉晴智   | ‾           | ‾             | ‾             | ‾           | ‾           | 6           | ‾          |
| c千 | 95  | 山中秀将   | ‾           | ‾             | ‾             | ‾           | ‾           | 9           | ‾          |

## 女子

### ガールズケイリン特別レース
| レース名                                                   | 場名     | 日程     | 優勝者            |
| ---------------------------------------------------------- | -------- | -------- | ----------------- |
| ガールズケイリンコレクション 第1戦                         | 高松     | 03月20日 | 石井貴子（106期） |
| ガールズケイリンコレクション 第2戦                         | 京王閣   | 05月04日 | 長澤彩            |
| ガールズケイリンフェスティバル                             | 伊東温泉 | 07月17日 | 小林優香          |
| ガールズケイリンコレクション 第3戦・アルテミス賞レース     | いわき平 | 08月12日 | 石井寛子          |
| ガールズケイリンコレクション 第3戦・ガールズドリームレース | いわき平 | 08月14日 | 高木真備          |
| オッズパーク杯ガールズグランプリ2017                       | 平塚     | 12月28日 | 石井寛子          |

## 獲得賞金ランキング
| 順位 | 選手名     | 期  | 登録地 | 獲得賞金        |
| ---- | ---------- | --- | ------ | --------------- |
| 1    | 浅井康太   | 90  | 三重   | 1億82,787,400円 |
| 2    | 新田祐大   | 90  | 福島   | 1億64,435,137円 |
| 3    | 渡邉一成   | 88  | 福島   | 1億08,213,000円 |
| 4    | 平原康多   | 87  | 埼玉   | 1億03,965,600円 |
| 5    | 三谷竜生   | 101 | 奈良   | 1億01,439,800円 |
| 6    | 武田豊樹   | 88  | 茨城   | 85,266,800円    |
| 7    | 深谷知広   | 96  | 愛知   | 71,652,000円    |
| 8    | 諸橋愛     | 79  | 新潟   | 66,673,000円    |
| 9    | 桑原大志   | 80  | 山口   | 56,331,400円    |
| 10   | 郡司浩平   | 99  | 神奈川 | 51,187,800円    |
| 11   | 成田和也   | 88  | 福島   | 50,841,900円    |
| 12   | 稲垣裕之   | 86  | 京都   | 46,650,000円    |
| 13   | 原田研太朗 | 98  | 徳島   | 45,053,000円    |
| 14   | 村上義弘   | 73  | 京都   | 44,834,400円    |
| 15   | 北津留翼   | 90  | 福岡   | 44,619,000円    |
| 16   | 木暮安由   | 92  | 群馬   | 43,799,400円    |
| 17   | 中村浩士   | 79  | 千葉   | 41,767,600円    |
| 18   | 椎木尾拓哉 | 93  | 和歌山 | 40,516,400円    |
| 19   | 園田匠     | 87  | 福岡   | 39,859,400円    |
| 20   | 稲川翔     | 90  | 大阪   | 39,614,400円    |
| 21   | 山田英明   | 89  | 佐賀   | 39,442,000円    |
| 22   | 脇本雄太   | 94  | 福井   | 39,398,400円    |
| 23   | 坂口晃輔   | 95  | 三重   | 38,394,800円    |
| 24   | 和田健太郎 | 87  | 千葉   | 38,386,600円    |
| 25   | 井上昌己   | 86  | 長崎   | 37,746,000円    |
| 26   | 金子貴志   | 75  | 愛知   | 37,719,000円    |
| 27   | 岩津裕介   | 87  | 岡山   | 36,056,000円    |
| 28   | 岡村潤     | 86  | 静岡   | 35,586,400円    |
| 29   | 古性優作   | 100 | 大阪   | 35,201,400円    |
| 30   | 吉田敏洋   | 85  | 愛知   | 35,034,400円    |

## 平成29年 表彰選手
()
|                |                |          | （受賞回数） |
| -------------- | -------------- | -------- | ------------ |
| 最優秀選手賞   | 最優秀選手賞   | 新田祐大 | （2）        |
| 優秀選手賞     | 優秀選手賞     | 浅井康太 | （3）        |
| 優秀選手賞     | 優秀選手賞     | 渡邉一成 | （初）       |
| 優秀選手賞     | 優秀選手賞     | 平原康多 | （4）        |
| 優秀新人選手賞 | 優秀新人選手賞 | 太田竜馬 | 第109回生    |
| 特別敢闘選手賞 | 特別敢闘選手賞 | 三谷竜生 | （初）       |
| ガールズ       | 最優秀選手賞   | 石井寛子 | （2）        |
| ガールズ       | 優秀選手賞     | 児玉碧衣 | （初）       |
| ガールズ       | 優秀選手賞     | 奥井迪   | （3）        |
| 国際賞         | 国際賞         | 脇本雄太 | （初）       |
| 国際賞         | 国際賞         | 鈴木奈央 | （初）       |